# Сибирский подкаменщик
Сибирский подкаменщик, или сибирский подкаменщик-широколобка (лат. Cottus sibiricus),  — вид пресноводных лучепёрых рыб семейства рогатковых. Распространён в Азии: Сибирская часть бассейна Северного Ледовитого океана от рек Обь до Яны, а также в Телецком озере. Обитает на глубинах от 0 до 15 метров. Придонная рыба умеренных вод. Максимальная длина тела 15 см. Безвреден для человека, считается видом под наименьшей угрозой, объектом промысла не является.